# Équipe des Fidji de rugby à XIII
L'équipe des Fidji de rugby à XIII, surnommée « The Bati », est l'équipe qui représente les îles Fidji dans les principales compétitions internationales de rugby à XIII. Elle fait partie des meilleures sélections au monde comme l'a prouvé son classement des équipes nationales de rugby à XIII avec son septième rang en mai 2015.

## Histoire
Le rugby à XIII est introduit seulement en 1992 dans les Îles Fidji alors que plusieurs treizistes fidjiens avaient auparavant effectué des carrières à l'étranger, la sélection fidjienne obtient rapidement de bons résultats lui permettant de se qualifier pour la coupe du monde à deux reprises sans pouvoir passer le premier tour (en 1995 et 2000). Elle participe également à la coupe Pacifique sans toutefois avoir eu l'occasion d'inscrire son nom à son palmarès.

## Joueurs et personnalités emblématiques
Les joueurs fidjiens, qu'ils jouent pour leur équipe nationale, ou pour des équipes comme la Nouvelle-Zélande, se distinguent régulièrement sur les terrains de l'élite internationale. En 2018, le magazine anglais Rugby League World rend hommage à deux d'entre eux, en les faisant rentrer dans un classement des talents étrangers (hors Angleterre, Nouvelle-Zélande, et Australie) : Suliasi Vunivalu (Suva) prend la 3e place de ce classement et c'est Viliame Kikau (Nausori) qui en prend la première place.

## Palmarès
- Coupe Pacifique:
  - Finaliste : 1994 et 2006.

### Effectif actuel de l'équipe des Fidji
Les joueurs présents ci-dessous sont les vingt-et-un joueurs sélectionnés pour le Championnat du Pacifique 2024.

## Parcours en Coupe du monde
| Année | Position    |         | Année           | Position |                 | Année | Position |
| 1954  | Non invitée | 1975    | Non invitée     | 2008     | Demi-finale     |       |          |
| 1957  | Non invitée | 1977    | Non invitée     | 2013     | Demi-finale     |       |          |
| 1960  | Non invitée | 1985-88 | Non invitée     | 2017     | Demi-finale     |       |          |
| 1968  | Non invitée | 1989-92 | Non invitée     | 2021     | Quart-de-finale |       |          |
| 1970  | Non invitée | 1995    | 1er tour        | 2025     | Qualifié        |       |          |
| 1972  | Non invitée | 2000    | Quart-de-finale |          |                 |       |          |